# Buchhandlung Graff
Die Buchhandlung Graff, meist nur Graff genannt, ist ein Unternehmen aus Braunschweig. Gegründet wurde es 1867 von Wilhelm Graff. 2013 belegte Graff Platz 33 der 50 größten Buchhandlungen Deutschlands. Die Buchhandlung ist Mitglied im Börsenverein des Deutschen Buchhandels. Im 19. und 20. Jahrhundert existierte zudem der Verlag A. Graff, der Literatur über Braunschweiger Lokalhistorie, historische Romane und Erzählungen sowie Schulbücher publizierte. Der Verlag brachte im Jahr 1973 beispielsweise einen Nachdruck des 1894 veröffentlichten Buches Der Schatz im Silbersee von Karl May heraus und verlegte weitere seiner Bücher. Der Verlag gab unter anderem 1977 das Magazin für Amerikanistik heraus und wurde um 1985 aufgelöst.

## Unternehmensgeschichte
Die Geschichte der Buchhandlung begann am 10. April 1867, als Wilhelm Graff seine Buchhandlung in der Kannengießerstraße 16 eröffnete und dies mit folgendem Anzeigentext bekannt gab.

„Hiermit beehre ich mich, Ihnen die ergebene Mittheilung zu machen, daß ich nach erlangter Concession am hiesigen Platze, meiner Vaterstadt, eine Antiquariats-Buchhandlung unter meinem Namen Wilhelm Graff eröffnen werde.“

Seither war das Unternehmen mehrfach zu größeren Veränderungen gezwungen. Besonders einschneidend durch seine völlige Zerstörung während des Zweiten Weltkriegs als Folge des Fliegerangriffs vom 15. Oktober 1944. Im Zuge des Wiederaufbaus wechselte die Buchhandlung mehrmals den Standort innerhalb des Stadtgebiets.

### Wilhelm und Agnes Graff
Der Gründer Wilhelm Graff führte in seinem Buchsortiment zu Beginn vor allem Wörterbücher, Schulbücher und Atlanten. So belieferte er etwa die Braunschweiger Lehranstalten. Bereits 1868 beteiligte sich Theodor Müller als Teilhaber an dem Unternehmen, das sich in der Folge zu einer Sortiments- und Kunsthandlung entwickelte. Müller zog sich jedoch nach einer Erbschaft zurück. Stattdessen beteiligte sich 1874 Agnes Graff, geb. Gollmart, mit ihrem Vermögen und übernahm die Leitung, was den Umzug in größere Räumlichkeiten in der Neue Straße 23 nach sich zog.
Da sich der Gesundheitszustand des Firmengründers verschlechterte, wurde nach einem Kompagnon gesucht. Dieser fand sich in dem bisherigen Gehilfen Adolf Just und Paul Graff, den man eigens für die Ausbildung zum Buchhändler vom Martino-Katharineum nahm. 1896 übernahm Paul Graff 26-jährig die Geschäftsleitung, als Just ebenfalls erkrankte.

### Paul Graff

Paul Graff um 1900.

Das Unternehmen expandierte und Paul Graff entschied sich dafür, in der Neuen Straße 18a ein Haus im Jugendstil zu errichten. Nach anhaltender Steigerung des Umsatzes wurden die Räumlichkeiten erweitert. Über eine Wendeltreppe wurde nun ein weiteres Geschoss für die Kunden geöffnet. Graff entwickelte sich nebenbei auch zum Verleger. Er kaufte Verlagsbestände auf, was dem Unternehmen half, den Ersten Weltkrieg und die Hyperinflation zu überstehen.
Paul Graff hatte keinen Nachfolger, als er sich nach 50-jähriger Tätigkeit aus dem Geschäftsleben zurückziehen wollte. So ging die Geschäftsleitung an Johannes Wrensch über, einen Bremer Exportbuchhändler.

### Johannes Wrensch
Mit der Übernahme 1937 durch Johannes Wrensch wurden neue Schwerpunkte im Unternehmen gesetzt, so kam es zur engeren Zusammenarbeit mit der Technischen Hochschule Braunschweig. Der Bereich der wissenschaftlichen Literatur wurde ausgebaut. Neben seinen eigenen Kindern beschäftigte Wrensch acht Gehilfen und Lehrlinge und führte das „Moderne Antiquariat“ ein. Doch der Zweite Weltkrieg machte seine Arbeit zunichte, als in der Bombennacht vom 15. Oktober 1944 die Braunschweiger Innenstadt durch einen Feuersturm zerstört wurde. Die Buchhandlung Graff verlor dadurch die Verkaufsräume und sämtliche Lagerbestände.
Der Neubeginn nach dem Zweiten Weltkrieg erwies sich als schwierig. In die Behelfsräume wurde eingebrochen und die Waren gestohlen. Die Währungsreform von 1948 machte den mühsam wieder aufgebauten Lagerbestand nahezu wertlos.

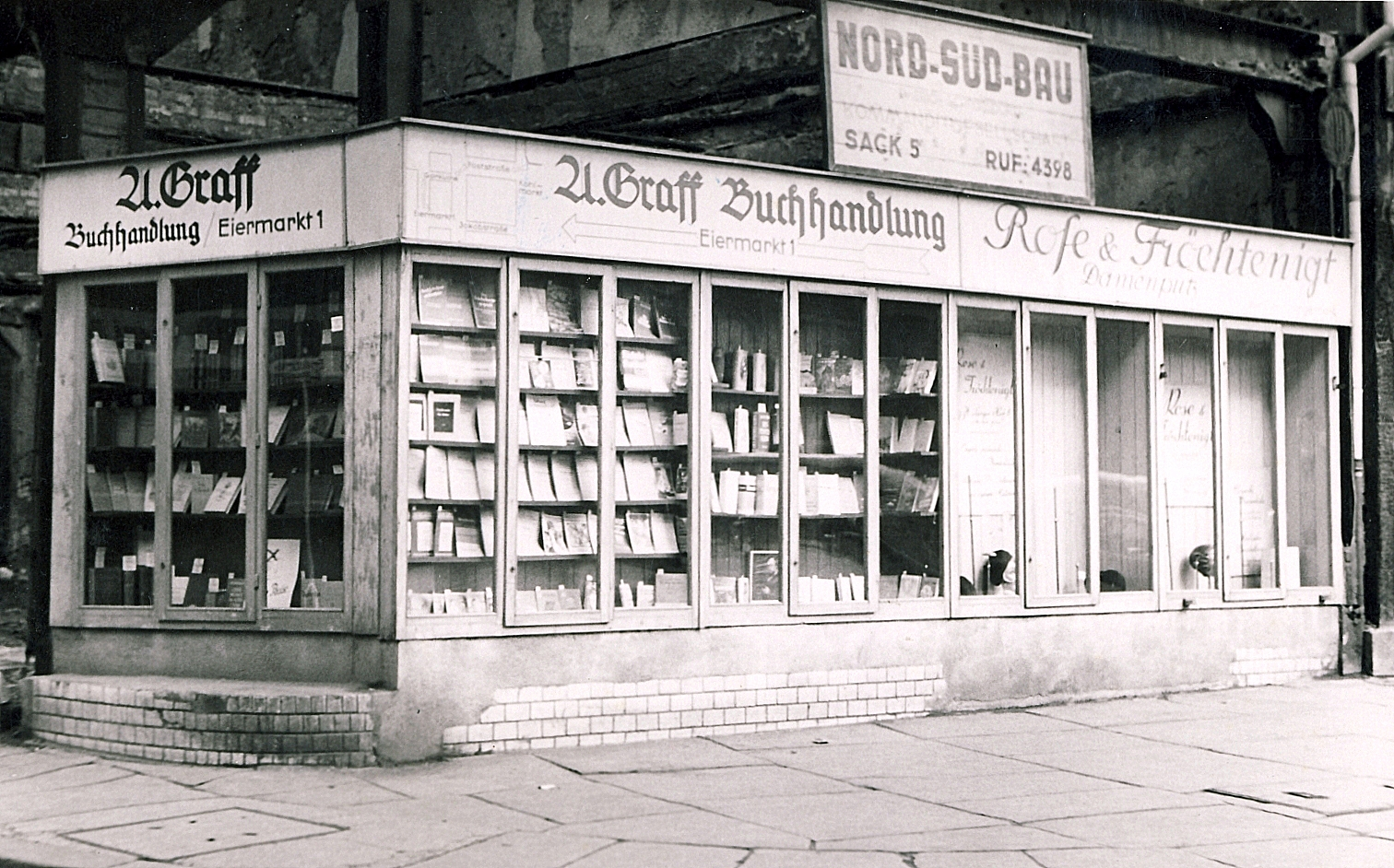
Nachkriegsbehelfsbau mit Hinweis auf das Geschäft am Eiermarkt 1.

### Die Nachkriegszeit
Johannes Wrensch und sein Sohn Jürgen bauten das Geschäft am Eiermarkt wieder auf. Auch konnte die frühere Beziehung zur Hochschule wieder belebt und bald darauf erste Mitarbeiter eingestellt werden. Dies sicherte dem Unternehmen das Weiterbestehen und den stetigen Ausbau. So konnten Johannes und Jürgen Wrensch am Nikolaustag 1958 die Türen im Haus in der Neuen Straße 23 wieder öffnen. Bald entwickelte sich Graff zur größten Buchhandlung in der Region Braunschweig. 1965 wurde eine Filiale in der Mühlenpfordtstraße eröffnet, in unmittelbarer Nähe zur Universität (mittlerweile ist diese wieder aufgelöst). Bereits 1968 stieg die Zahl der Mitarbeiter des Unternehmens von 40 auf 70 an.

Geschäftshäuser
evtl. Neue Straße 23
Neue Straße 18a.
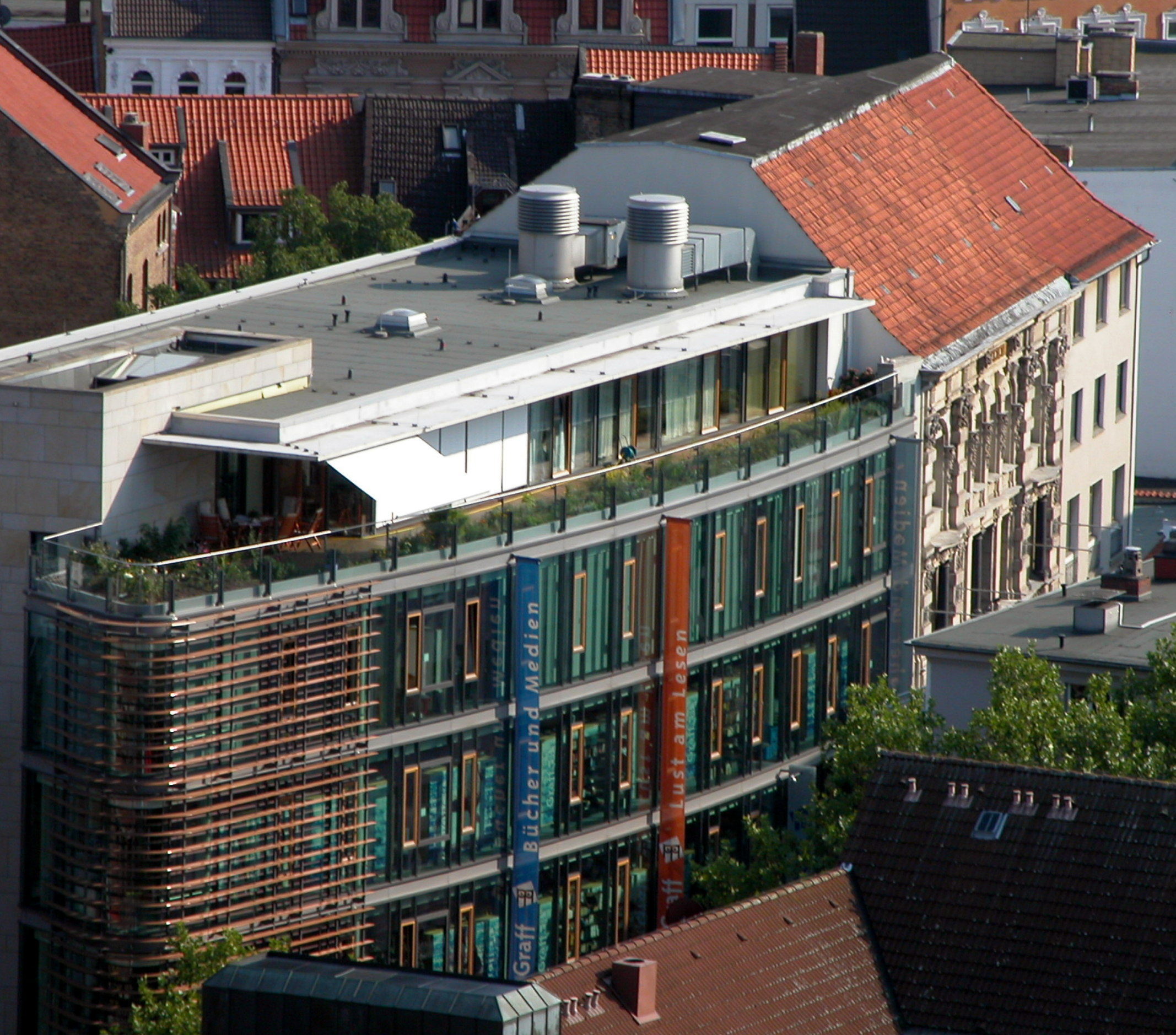
Westfassade der Buchhandlung Graff von der Andreaskirche aus gesehen.

### Thomas und Joachim Wrensch
Die Söhne von Jürgen Wrensch übernahmen 1985/86 das Geschäft von ihrem Vater. Sie sorgten im Jahr 1990 für eine Erweiterung der Verkaufsfläche auf 1.000 m². Die Buchhandlung Graff bietet seither sämtliche Bereiche des in- und ausländischen Buchmarktes an und öffnete sich den Neuen Medien.
1999 zog man in ein neu gebautes Haus am Sack 15 um; die Verkaufsfläche wurde dadurch verdoppelt. Die Eröffnung einer 3000 m² großen Filiale der Buchhandelsgesellschaft Thalia am Hutfiltern im November 2005 führte zu einem harten Wettbewerb um die Marktführerschaft zwischen den Buchhandlungen in Braunschweig. Diese lag bewusst in unmittelbarer Nachbarschaft zur Filiale der Buchhandlung Graff, die über weniger Verkaufsfläche verfügt. Zuvor hatte Thalia dem Unternehmen eine Übernahme angeboten. Es wurde erwähnt, dass Thalia eine zweite große Filialen eröffnen würde, wenn die Brüder Wrensch sich gegen einen Verkauf aussprechen würden. Das Angebot wurde abgelehnt. 2007 kam so eine weitere Thaliafiliale in den Schloss-Arkaden hinzu. Neue Marketingkonzepte und ein striktes Kostenmanagement waren notwendig, um einem möglichen Kundenverlust zu begegnen. Zusätzlich wurde das „Café Lit“ eingerichtet und neue Schwerpunkte gesetzt, so beispielsweise ein Kulturprogramm mit jährlich mehr als 100 Veranstaltungen. Hier werden Autorenlesungen, Konzerte, Vorträge, Schreibwettbewerbe und Kinderprogramme angeboten. Das Verkaufsangebot erstreckt sich von Büchern über Zeitschriften und Musik-CDs bis hin zu einem Zweitausendeins-Shop, der 2009 eröffnet wurde. Im Jahr 2010 wurde die große Filiale des Konkurrenten am Hutfiltern wieder geschlossen.
Thomas Wrensch war darüber hinaus Mitglied der unabhängigen Jury für den Friedenspreis 2013, der von der Stiftung Friedenspreis des Börsenvereins des Deutschen Buchhandels vergeben wird. Der Preis ging an die belarussische Schriftstellerin Swetlana Alexijewitsch. Thomas Wrensch wurde zudem 2017 mit der „Friedrich-Perthes-Medaille“ für sein Engagement geehrt.
2014 gaben die Brüder gemeinsam ein Buch mit dem Titel Braunschweiger Kanon der Literatur heraus.

### Frederick Wrensch
Zum 1. März 2019 ist Thomas Wrensch nach 35 Jahren aus der Geschäftsführung der Buchhandlung Graff ausgeschieden und in den Ruhestand gegangen. Für ihn hat sein Sohn Frederick diese Stellung übernommen, so dass die Buchhandlung nun in der 4. Generation von der Familie Wrensch geleitet wird. Frederick Wrensch studierte Betriebswirtschaftslehre an der Universität Mainz und war zunächst für das European Contact Center des dortigen Hyatt Hotels tätig. Anschließend absolvierte er Praktika in unterschiedlichen Buchhandlungen und bei Verlagen (unter anderem im Fischer Verlag, in der Osianderschen Buchhandlung und bei Libri) und schloss auf dem Mediacampus in Frankfurt eine Weiterbildung zum Buchhandelsfachwirt ab, um sich auf den neuen Aufgabenbereich vorzubereiten. Seit November 2017 ist er in der Buchhandlung tätig.

## Auszeichnungen

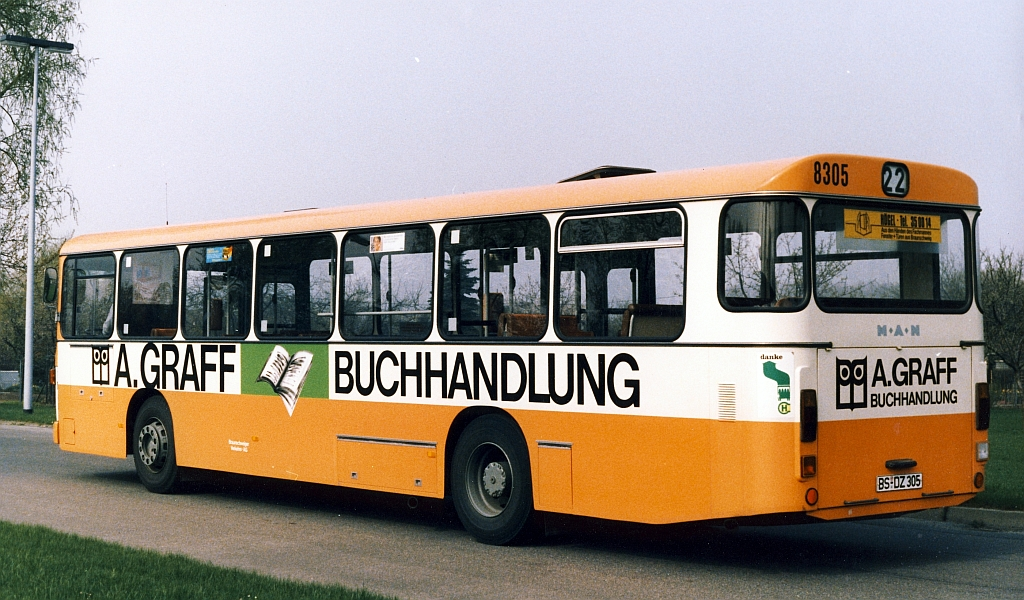
Linienbus der Braunschweiger Verkehrs-GmbH mit Graff-Werbung (ca. 1983).

- Buchhandlung des Jahres 2006, Kategorie unabhängige Sortimentsbuchhandlung, verliehen von der Fachzeitschrift BuchMarkt
- Buchhandlung des Jahres 2009, verliehen vom Niedersächsischen Minister für Wissenschaft und Kultur
- Leuchtturmbuchhandlung des Monats April 2009, verliehen vom Langendorfs Dienst
- Prädikatsbuchhandlung – Partner für Leseförderung 2009/2010[19]
- Marketinglöwe des Jahres 2010, der Hauptpreis des Marketing-Clubs Braunschweig
- Prädikatsbuchhandlung – Partner für Leseförderung 2011/2012[19]
- Prädikatsbuchhandlung – Partner für Leseförderung 2013/.2014[19][20]
- Deutscher Buchhandlungspreis 2016[21]
- 2018, erneut mit dem undotierten „Gütesiegel der Bundesregierung“ ausgezeichnet.[22]

## Herausgaben des Verlages A. Graff (Auswahl)
- Horst Witte: Flora Academica. Nr. 2: Heitere Blütenlese aus der Wissenschaft. A. Graff, Braunschweig 1971, OCLC 637311608.
- Karl May: Das Vermächtnis des Inka. A. Graff, Braunschweig 1974, ISBN 3-7802-0239-5.
- Karl Friedrich May, R. Schmid: Der Ölprinz. A. Graff, Braunschweig 1974, ISBN 3-7802-0237-9.
- Karl May, Thomas Ostwald: Abdahn Effendi – Schamah Zwei Erzählungen. A. Graff, Braunschweig 1977, ISBN 3-7802-0248-4.
- Magazin für Amerikanistik. Zeitschrift für amerikanische Geschichte. A. Graff, Braunschweig ab 1977, ISSN 0170-2513.
- Paul Pitt, Max Wing, Frank Astor, Thomas Ostwald: John Kling. Heft 134 Der Rächer der Arbeitslosen. Heft 217 Der König der Bettler. Heft 255 Menschen auf der Schattenseite des Lebens. A. Graff, Braunschweig 1978, ISBN 3-87273-030-4.
- Hugo F Lamp: Ich will nie wieder kämpfen. Der Feldzug des General Howard gegen die vertragsunwilligen Nez Perce-Indianer. In der: Kalumet-Reihe. A. Graff, Braunschweig 1978, ISBN 3-7802-0351-0.